# Acanthocope pentacornis
Acanthocope pentacornis är en kräftdjursart som beskrevs av Mueller 1989. Acanthocope pentacornis ingår i släktet Acanthocope och familjen Munnopsidae. Inga underarter finns listade i Catalogue of Life.